# Lissodendoryx minuta
Lissodendoryx minuta är en svampdjursart som beskrevs av Burton 1956. Lissodendoryx minuta ingår i släktet Lissodendoryx och familjen Coelosphaeridae.
Artens utbredningsområde är havet utanför Guinea. Inga underarter finns listade i Catalogue of Life.